# Alexandru Vianu
Alexandru Vianu, (n. 21 iunie 1903, Giurgiu -  d. 26 iulie 1936, București) a fost un scriitor, traducător și publicist român, fratele mai mic al lui Tudor Vianu.

## Biografie
Alexandru Vianu era fiul dr. Alexandru și al Floricăi Vianu, fratele mai mic al lui Tudor Vianu. Orfan de mamă din 1912, a fost martor al Războaielor Balcanice și al Primului Război mondial, unde, ca cercetaș,  își însoțește tatăl, medic militar, pe frontul din Moldova. Alexandru urmează liceul „Sf. Sava” din București și Facultatea de drept, pe care o absolvă în 1925. După moartea tatălui, în 1926, își continuă studiile de drept la Sorbona, dar audiază și cursuri la sociologie (C. Bouglé, P. Fauconnet) și litere (F. Strowski, G. Reynier, H. Chamard). La Paris îi urmărește pe Charles Maurras, Léon Daudet, Henri Massis, fruntașii grupării „Action française”, se interesează de mișcarea catolică, ascultându-l pe Jacques Maritain și citindu-l pe Paul Claudel. Din perioada pariziană datează o frumoasă corespondență cu Tudor Vianu. În 1930 se întoarce la București, unde, pe lângă activitatea de barou, desfășoară o activitate publicistică și culturală. În martie 1932, alături de Sandu Tudor, Victor Hillard, Alexandru Mironescu, aderă la Partidul Național Agrar condus de Octavian Goga, de unde demisionează în octombrie 1935, după fuziunea cu Liga Apărării Național-Creștine a lui A.C. Cuza. Membru al asociației Criterion (1932), al echipei redacționale de la Floarea de Foc (1936), citește la Radio începând din august 1935 și publică în Revista Fundațiilor Regale o cronică lunară intitulată „Actualități franceze”. Moare prematur, în urma unei septicemii, la 33 de ani.

## Opera
Volumul Libertate și cultură, publicat postum de Tudor Vianu, strânge majoritatea articolelor lui Alexandru Vianu apărute în presa culturală românească. Făcându-se ecoul unor dezbateri pariziene, A.V. pledează pentru un model al intelectualului, literat, dar care își exprimă și convingerile politice, moralist, dar care face și ideologie. Intelectualul este promotorul ideii de civilizație, al cărei scop suprem este „perfecționarea formelor sociale ale vieții și unificarea lor după reguli și concepții egal valabile pentru umanitatea întreagă” (Libertate și cultură în Franța). Preferința pentru acest tip social al scriitorului, precum și simpatia față de ideea colonială franceză trebuie înțelese prin raportare la dezbaterile anilor 1930. În contextul creșterii fascismelor în Italia și Germania, o extindere colonială a Franței părea o soluție de echilibru. De aici atracția lui Alexandru Vianu pentru literatura colonială și de călătorii, pentru regionalismul moderat al Franței, pentru spațiul binecuvântat al Mediteranei. Astfel, doar tradiția autentică este chezășia unei societăți democratice. Nici proiectele unei națiuni europene unice nu se pot întemeia pe o negare a trecutului, cum era de părere Julien Benda, ci pe desăvârșirea unei dezvoltări organice: „ni se pare că la o realitate mai vastă nu se poate parveni decât prin dezvoltarea evolutivă a realităților anterioare” (Note asupra unității europene). Sub rezerva păstrării continuității istorice, într-un cuvânt – a tradiționalismului, orice ideologie poate crește, căci așa cum scrie Albert Thibaudet, „un pluralism de conformisme rămâne, din punctul de vedere al libertății și al liberalismului, preferabil unui conformism monopolist. Libertatea ar mai crește încă în interstițiile lor, ca micsandrele între pietre”. Liberalismul se impune așadar oricărui spirit onest, înțeles în sensul larg al libertății de opinie. Mersul societății și al individului își capătă sensul printr-o voință de libertate, valoare de sine stătătoare, concepută ca principiu eliberator și ordonator: „voința de libertate este originea spiritului creator al omului, întrucât creația, fiind expresia lui cea mai adecvată, este și semnul celei mai mari eliberări. [Ea] se opune confuziei haotice și interne, imprimând existenței fiecăruia ordinea, unitatea și sensul prin care se caracterizează viața ființei raționale” (Voința de libertate).

### Cărți și traduceri
- Libertate și cultură, cu un cuvânt înainte de Tudor Vianu, București, Tiparul Universitar, 1937 (postum);
- Scrisori către Tudor Vianu, vol. I (1916-1935), ediție îngrijită de Maria Alexandrescu Vianu și Vlad Alexandrescu, note de Vlad Alexandrescu, București, Minerva, 1992, cuprind scrisorile de la Paris către Tudor Vianu.
- Alain Gerbault, Singur, străbătând Atlanticul, traducere din limba franceză și prefață de Alexandru Vianu, București, Fundația pentru literatură și artă „Regele Carol II”, Biblioteca „Energia”, 1934;
- Charles Vildrac, Cearta (La brouille), comedie în 3 acte, reprezentată pentru prima dată la 1 decembrie 1930, la Comedia Franceză, traducere din limba franceză, rămasă în manuscris.